# In the Heart of the Young
Albums de Winger
Winger
(1988) Pull
(1993)
Singles
In the Heart of the Young est le 2de album du groupe Winger sorti le 24 juillet 1990.

## Titres
Toutes les pistes par Kip Winger & Reb Beach, sauf indication.
1. Can't Get Enuff - 4:19 -
2. Loosen Up - 3:28 - (K.Winger, R.Beach, P.Taylor, R.Morgenstein)
3. Miles Away - 4:11 - (P.Taylor)
4. Easy Come Easy Go - 4:03 - (K.Winger)
5. Rainbow In The Rose - 5:33 -
6. In the Day We'll Never See - 4:50 - (K.Winger, R.Beach, P.Taylor, R.Morgenstein)
7. Under One Condition - 4:27 -
8. Little Dirty Blonde - 3:31 - (K.Winger, P.Taylor)
9. Baptized by Fire - 4:11 -
10. You Are the Saint I Am the Sinner - 3:35 -
11. In the Heart of the Young - 4:37 - (K.Winger)

## Formation
- Kip Winger - chants, basse, claviers
- Reb Beach - guitare
- Rod Morgenstein - batterie, percussions
- Paul Taylor - guitare, claviers

### Avec
- Paul Winger - chœurs
- Nate Winger - chœurs
- Chris Botti - trompette sur "Rainbow In The Rose"
- Micheal Davis - trombone sur "Rainbow In The Rose"